# ريكاردو برافو
ريكاردو برافو (بالإسبانية: Ricardo Bravo)‏ هو لاعب كرة قدم بيروفي، ولد في 25 يونيو 1970. شارك مع منتخب بيرو لكرة القدم. أما مع النوادي، فقد لعب مع نادي يونيفرسيتاريو.

## وصلات خارجية
- ريكاردو برافو على موقع قاعدة بيانات كرة القدم.إي يو (الإنجليزية)
- ريكاردو برافو على موقع ناشيونال فوتبول تيمز (الإنجليزية)